# Juan Calvino
Juan Calvino (en francés medio, Jehan Cauvin; en francés: Jean Calvin, latinizado como Calvinus; Noyon, 10 de julio de 1509-cantón de Ginebra, 27 de mayo de 1564) fue un teólogo, pastor y filósofo francés, considerado como uno de los autores y gestores de la Reforma protestante. Las doctrinas fundamentales de posteriores reformadores se identificarían con él, llamando a estas doctrinas «calvinismo».  Tales doctrinas incluyen las de la predestinación y de la soberanía absoluta de Dios en la salvación del alma humana de la muerte y la condenación eterna. Las doctrinas calvinistas se basaron en la tradición soteriológica agustiniana y otras tradiciones cristianas. Diversas iglesias congregacionalistas, reformadas y presbiterianas, que consideran a Calvino el principal expositor de sus creencias, se han extendido por todo el mundo.
Calvino fue el principal reformador protestante francés y la figura más importante de la segunda generación de la Reforma Protestante. Su interpretación del cristianismo, desarrollada sobre todo en su Institución de la religión cristiana (1536, pero profundizada en ediciones posteriores), y los modelos institucionales y sociales que elaboró para Ginebra influyeron profundamente en el protestantismo en otras partes de Europa y Norteamérica. Se considera ampliamente que la variante calvinista del protestantismo tuvo un gran impacto en la formación del mundo moderno.
Los «cinco puntos del calvinismo» proceden de los Cánones de Dort, la respuesta por parte de la Iglesia Reformada Neerlandesa a las doctrinas de los discípulos de Jacobo Arminio tras la muerte de este, eventos que transcurrieron ciento cincuenta años después de la muerte de Calvino. Se les conoce así por los lazos teológicos fuertes de los delegados al Sínodo de Dort, procedentes de varias naciones europeas, con la Reforma Suiza, cuya figura más prominente e influyente, más no la única, fue Calvino. 
Calvino fue un incansable polemista y escritor apologético que generó mucha controversia. También intercambió cartas cordiales y de apoyo con muchos reformadores, entre ellos Philipp Melanchthon y Heinrich Bullinger. Además de su influyente Institución de la religión cristiana, Calvino escribió comentarios sobre la mayoría de los libros de la Biblia, documentos confesionales y varios otros tratados teológicos.
Calvino se formó originalmente como abogado humanista. Se separó de la Iglesia católica alrededor de 1530. Tras el estallido de tensiones religiosas que desembocó en una violencia generalizada y mortal contra cristianos protestantes en Francia, Calvino huyó a Basilea, Suiza, donde en 1536 publicó la primera edición de la Institución. Ese mismo año, Calvino fue reclutado por el francés Guillaume Farel para unirse a la Reforma en Ginebra, donde predicaba sermones regularmente durante la semana. Sin embargo, el consejo de gobierno de la ciudad se opuso a la implementación de sus ideas y ambos fueron expulsados. Por invitación de Martín Bucero, Calvino se dirigió a Estrasburgo, donde se convirtió en ministro de una iglesia de refugiados franceses. Continuó apoyando el movimiento reformista en Ginebra y, en 1541, fue invitado de nuevo a liderar la iglesia de la ciudad.
Tras su regreso, Calvino introdujo nuevas formas de gobierno eclesiástico y de liturgia, a pesar de la oposición de varias familias poderosas de la ciudad que intentaron socavar su autoridad. Durante este período, Miguel Servet, un español a quien católicos y protestantes atribuían ideas heréticas sobre la Santísima Trinidad, llegó a Ginebra. Fue denunciado por Calvino y quemado en la hoguera por herejía por parte del ayuntamiento. Tras una afluencia de refugiados que lo apoyaban y nuevas elecciones al ayuntamiento, los opositores de Calvino se vieron obligados a abandonar el lugar. Calvino dedicó sus últimos años a promover la Reforma tanto en Ginebra como por toda Europa.

## Biografía
Juan Calvino nació en Noyon (Picardía, a unos cien kilómetros al norte de París, Francia) y era hijo de Gérard Cauvin y Jeanne Lefranc, que pertenecían a la clase media.  El padre de Calvino, Gérard , tuvo una próspera carrera como notario de la catedral y registrador del tribunal eclesiástico. Gérard pretendía que sus tres hijos —Carlos, Juan y Antonio— fueran sacerdotes.
Sus primeros estudios estuvieron destinados a la carrera eclesiástica. El joven Calvino fue particularmente precoz. A los 12 años, fue contratado por el obispo como clérigo y recibió la tonsura, cortándose el cabello para simbolizar su dedicación a la Iglesia. También se ganó el patrocinio de una influyente familia, los Montmor. Gracias a su ayuda, Calvino pudo asistir al Collège de la Marche de París, donde aprendió latín con uno de sus más destacados maestros, Mathurin Cordier. Una vez finalizado el curso, ingresó en el Collège de Montaigu (allí estudiaron también Erasmo de Róterdam e Ignacio de Loyola) como estudiante de filosofía. Fue excelente en sus estudios y muy religioso desde su juventud.
El padre de Calvino era abogado y en 1523 envió a Juan, que por entonces tenía catorce años, a la Universidad de París a estudiar humanidades y derecho.  En 1525 o 1526, Gérard retiró a su hijo del Collège de Montaigu y lo matriculó en la Universidad de Orleans para estudiar derecho. Según los biógrafos contemporáneos Teodoro de Beza y Nicolas Colladon, Gérard creía que Calvino ganaría más dinero como abogado que como sacerdote. Tras unos años de estudio silencioso, Calvino ingresó en la Universidad de Bourges en 1529, donde tuvo por condiscípulo al humanista Andrea Alciato.  El humanismo era un movimiento intelectual europeo que priorizaba los estudios clásicos. En 1532, se doctoró en Derecho en Orleans. 
Durante estos años Calvino estuvo expuesto al humanismo renacentista, influenciado por Erasmo y Jacques Lefèvre d’Étaples, que constituía el movimiento estudiantil radical de la época. Este movimiento, anterior a la Reforma, pretendía reformar la iglesia y la sociedad siguiendo el modelo de la antigüedad clásica y cristiana, que se establecería mediante un retorno a la Biblia estudiada en sus idiomas originales. Dejó una huella indeleble en Calvino. Bajo su influencia, estudió griego y hebreo, así como latín, las tres lenguas del discurso cristiano antiguo, como preparación para el estudio serio de las Escrituras. Durante su estancia de 18 meses en Bourges, Calvino aprendió griego koiné, indispensable para el estudio del Nuevo Testamento.  Durante su paso por los claustros universitarios tomó también contacto con las ideas humanistas y reformadas de la teología de Martín Lutero. Asimismo, intensificó su interés por los clásicos; su primera publicación, en abril de 1532, cuando contaba 22 años, fue un comentario al ensayo De clementia de Séneca, obra que puso en evidencia sus dotes como pensador. El movimiento enfatizaba más que cualquier otra cosa, la salvación de las personas por la gracia en lugar de por las buenas obras y ceremonias.
De acuerdo con una biografía escrita en 1577 por Jérôme-Hermès Bolsec —contrario a las ideas calvinistas sobre la predestinación— siendo joven clérigo, Calvino habría sido condenado en Noyon por el delito de sodomía, que se castigaba con la hoguera. Sin embargo, la sentencia le habría sido conmutada por la de hierro candente, por lo que habría portado la marca de una flor de lis en el hombro. De acuerdo con Bolsec, años después tendría Calvino también en Ginebra a su adonis, el cual lo habría abandonado después de robarle. La presunta homosexualidad de Calvino persistiría durante siglos, recordada por sus opositores.

### Conversión

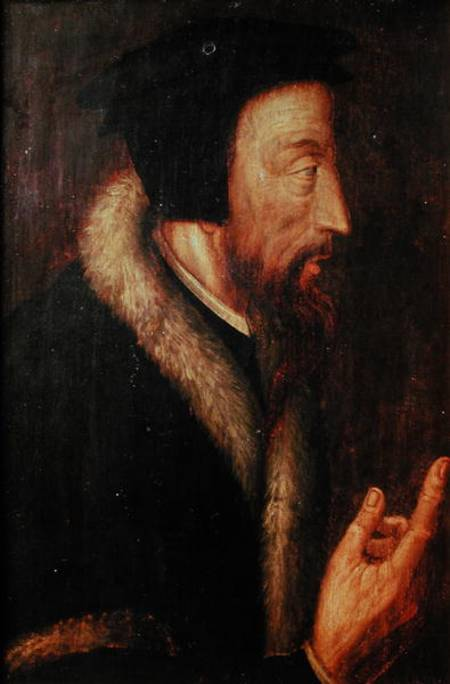
Juan Calvino.

No se sabe con certeza cuándo ni cómo fue su conversión, pero el 1 de noviembre de 1533 ocurrió un suceso que muestra un cambio drástico en sus convicciones religiosas. El rector de la Universidad de París, Nicolas Cop, amigo de Calvino, pronunció un discurso en ocasión de la apertura del año académico; pero más que eso, fue un sermón que mostraba una clara influencia tanto de Erasmo como de Martín Lutero. En este sermón, Cop defendió la doctrina de la justificación por los méritos de Cristo, a la vez que protestó contra los ataques y persecuciones de que eran objeto los que disentían de la Iglesia de Roma: «Herejes, seductores, impostores malditos, así tienen la costumbre el mundo y los malvados de llamar a aquellos que pura y simplemente se esfuerzan en insinuar el evangelio en el alma de los fieles (...) Ojalá podáis, en ese periodo infeliz, traer la paz a la Iglesia más bien con la palabra que con la espada».
El discurso cayó como una bomba en la universidad y en otros sectores; el Parlamento inició un proceso contra él. Comenzó a correr el rumor de que la mano de Calvino estaba detrás de su redacción. Si Calvino no escribió el discurso, por lo menos lo influyó en tono y contenido, que era muy protestante.[cita requerida] Un mes más tarde, cuando Cop se dirigía al Parlamento para responder el sumario en su contra, un amigo diputado le envió una nota advirtiéndole que debía escapar por su vida, pues el Parlamento era presionado por la Corona para que fuese condenado. Calvino y Cop escapan de París.
Con poco más de veinte años, adoptó los puntos de vista de Lutero: negación de la autoridad de la iglesia de Roma por derecho divino, negando la sucesión apostólica desde el apóstol Pedro, y dando primordial importancia a la Biblia como única regla de fe y conducta («Sola fides, sola Scriptura»), destacando la doctrina de la justificación del hombre por medio de la gracia.
De modo que la conversión de Calvino al protestantismo surge después del discurso de Cop cuando huye de Francia para escribir acerca de teología que terminaría por sistematizar gran parte de la Teología Reformada que comenzó con Martín Lutero.

### Calvino en Ginebra
La reforma continuaba en Europa gracias a la labor de algunos reformadores. Tal vez uno de los más extraordinarios fue el pastor de origen francés Guillaume Farel, quien después de ser perseguido y apedreado debido a sus convicciones, logró influir en la expulsión de Ginebra de la Iglesia de Roma. Así, el 21 de mayo de 1536 consiguió en la plaza pública de Ginebra, mediante la institución de la teocracia, que todos aceptaran vivir «según el Evangelio y la palabra de Dios», lo cual le abre las puertas de un poder enorme: el de unir el Evangelio y la palabra de Dios al gobierno, creando así el cantón de Ginebra.
Al enterarse Farel de que Calvino en su viaje a Saboya pernoctaba en Ginebra, lo visitó donde se hospedaba y lo convenció de que permaneciese en Ginebra para realizar la obra que Farel reconocía superior a sus fuerzas. Calvino, de 26 años, era ya reconocido en toda Europa por su obra recién publicada y que trataba sobre el asentamiento institucional del cristianismo reformado.
Calvino se establece en Ginebra como lector de la Santa Escritura en la Catedral de San Pedro. Pero Calvino y Farel no se limitaron a la obra en Ginebra. A finales de septiembre de 1536 viajaron a la ciudad de Lausana, donde se encontraba Pierre Viret (íntimo amigo de Calvino) trabajando como pastor. La razón de su viaje era participar en un debate auspiciado por la ciudad de Berna, con el propósito de decidir cuál religión habría de predominar en los territorios circundantes que Berna había conquistado del duque. Viret y Farel serían los exponentes del lado protestante (se suponía que Calvino no tomaría parte activa en la discusión); y de los 174 sacerdotes que aceptaron la invitación del lado católico, solo cuatro participaron en el debate.
La catedral de Lausana se abarrotó de personas. Cinco diputados de Berna acudieron para darle un carácter oficial al asunto; contaron con secretarios que debían copiar la discusión palabra por palabra. Farel fue el primero en hablar; durante una semana presentó diez tesis que eran rebatidas por el lado católico, quienes acusaron a los protestantes de ignorar la tradición de los primeros padres de la iglesia sobre el asunto de la presencia de Cristo en la Eucaristía. «Si conocierais lo que los padres dijeron, veríais que vuestra posición es falsa y condenada». Calvino se sintió exasperado por esa declaración.
Las horas que había pasado estudiando los primeros padres de la iglesia, cuando era estudiante en París, le fueron de gran ayuda. Se levantó y empezó a refutar al orador católico. Con asombrosa memoria empezó a citar a San Cipriano, Tertuliano, San Juan Crisóstomo, San Agustín y muchos otros. No se limitaba a mencionar el autor, sino que Calvino identificaba y citaba el libro y el capítulo en el cual el Padre de la Iglesia había escrito sobre tal tema. Argumentaba de una forma intachable. Cuando terminó, la multitud estaba muy excitada. El pueblo se apretujaba y aclamaba con entusiasmo al joven orador desconocido.
Un fraile franciscano alzó la voz diciendo que esta era la verdadera doctrina. Pidió a Dios que le perdonara sus pecados por haber estado enseñando y siguiendo los falsos dogmas de Roma durante tantos años. Muchos otros estuvieron de acuerdo con él, a pesar de que no se expresaron en forma tan efusiva. En los meses que siguieron, ciento veinte sacerdotes y ochenta monjes de los distritos circundantes se sumaron a la confesión reformada luterana, que había pasado a ser la religión oficial en tales territorios.
Mientras, en Ginebra, Calvino se había convertido en el principal colaborador de Guillermo Farel en la tarea de proseguir en el proceso de reforma. Para tales fines, en noviembre de 1536 Calvino presentó ante el Consejo una confesión de fe de veintiún artículos que el pueblo debía aceptar bajo juramento. A mediados de enero de 1537, los dos predicadores presentaron otro documento en el que pedían cuatro reformas básicas para la Iglesia de Ginebra:
1. Que nadie participase de la Eucaristía si no es con verdadera piedad y genuina reverencia. «Por tal razón y a fin de mantener la integridad de la Iglesia, es necesaria la disciplina». Calvino también pedía que la Eucaristía se celebrara con más frecuencia.
2. Que se reformaran las leyes concernientes al matrimonio según la Palabra, «ya que el Papa las ha confundido de tal modo, dictando decretos a su antojo».
3. Que los niños fuesen catequizados por sus padres, y que en ciertas ocasiones del año comparecieran ante los pastores para asegurarse de que en verdad aprendían la Palabra de Dios.
4. Que el pueblo participara en los servicios de adoración cantando salmos. «Hay salmos que deseamos sean cantados en la iglesia. Si se adopta la reforma, la gente tendrá que cantar en las iglesias. No han cantado durante siglos. Ni siquiera han entendido el latín cantado por los sacerdotes».

El consejo aceptó sin problemas los últimos tres puntos; pero el asunto de la excomunión era otra cosa. Los magistrados se resistían a «cambiar lo que ellos consideraban como tiranía clerical católica por un nuevo yugo protestante». Calvino, por su parte, se sentía cada vez más decepcionado por el estado moral del pueblo.
La tensión llegó a tal punto que el Consejo de la ciudad ordenó a Farel y a Calvino que dejasen de predicar; pero ambos desobedecieron y se negaron a administrar el sacramento, por lo que el Consejo decidió expulsarlos de Ginebra. El 25 de abril de 1538, Calvino y Farel abandonaron la ciudad.

### Exilio en Estrasburgo

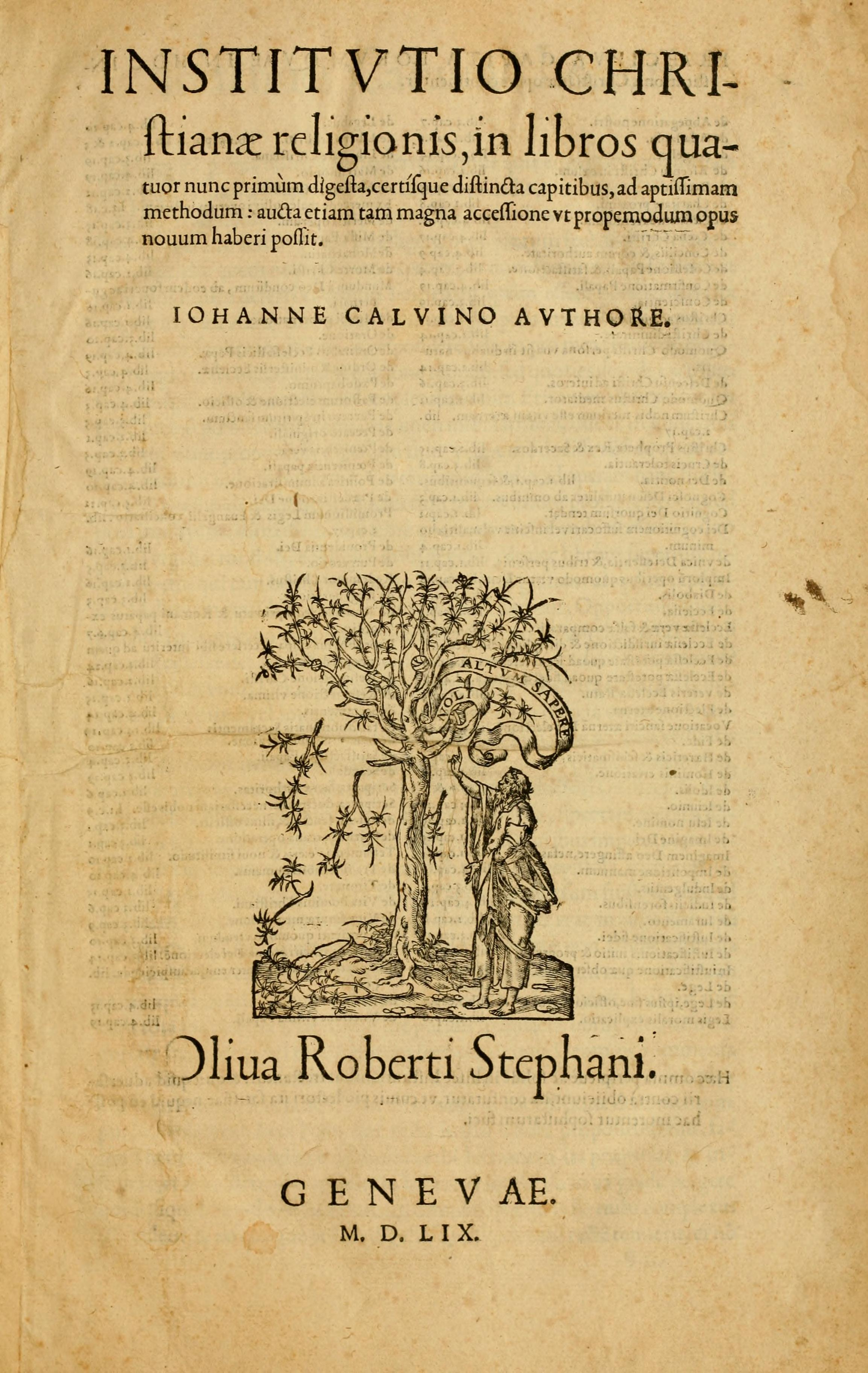
Portada de Institución de la religión cristiana.

Al salir de Ginebra los dos se dirigieron a Berna, la cual envió una delegación a Ginebra para tratar de resolver el asunto. Las discusiones no llegaron a nada, por lo que Calvino y Farel tomaron rumbo hacia Basilea, a unos 200 km, llegando a finales de mayo de 1538. En una carta que Calvino envió a un amigo le daba a conocer lo difícil que fue aquel viaje. Muy pronto, Farel recibió una invitación de urgencia a la ciudad de Neuchatel, que había aceptado la reforma. Calvino, habiéndose quedado solo en Basilea, fue invitado por algunos pastores de Estrasburgo a que aceptara el pastorado de una iglesia de refugiados franceses. Ahora, con veintinueve años, pasó tres años en Estrasburgo, donde sirvió como pastor hasta 1541, disfrutando de un tiempo de mucha tranquilidad y sosiego. Allí se dedicó a escribir, componiendo un himnario con 18 salmos, el credo apostólico con música, diecisiete capítulos de su libro Institución de la religión cristiana, un estudio sobre la Carta a los romanos, entre otros. El francés que usó en su segunda edición de sus Instituciones fue hermoso y pulido, tanto que Calvino ha venido a ser conocido como padre del francés moderno, del mismo modo que Lutero por su traducción de la Biblia ha sido llamado padre del alemán moderno.
En 1539, Calvino contrajo matrimonio con Idelette de Bure, una viuda que tenía un hijo y una hija de su matrimonio anterior con un anabaptista en Estrasburgo. Calvino e Idelette tuvieron un hijo que murió a las dos semanas de nacer. Idelette murió en 1549.

### Retorno a Ginebra
Durante su estancia en Estrasburgo, la situación en Ginebra se tornaba cada vez peor, de tal manera que el Concilio General de la ciudad le pidió a Calvino que retornara como pastor. Calvino recibió la carta estando en la ciudad de Worms, donde había sido enviado por la ciudad de Estrasburgo como representante en cuatro Dietas convocadas de nuevo por el emperador Carlos V, entre los años 1539 al 1541 (allí Calvino desarrolló una muy buena amistad con Philipp Melanchthon que duró 24 años, hasta la muerte de este). Al leer la carta, Calvino estalló en llanto. «Preferiría cien otras muertes antes que aquella cruz, sobre la cual tendría que morir mil veces al día». Era una decisión muy difícil para él, pero después de 10 meses de mucha lucha, decidió regresar.

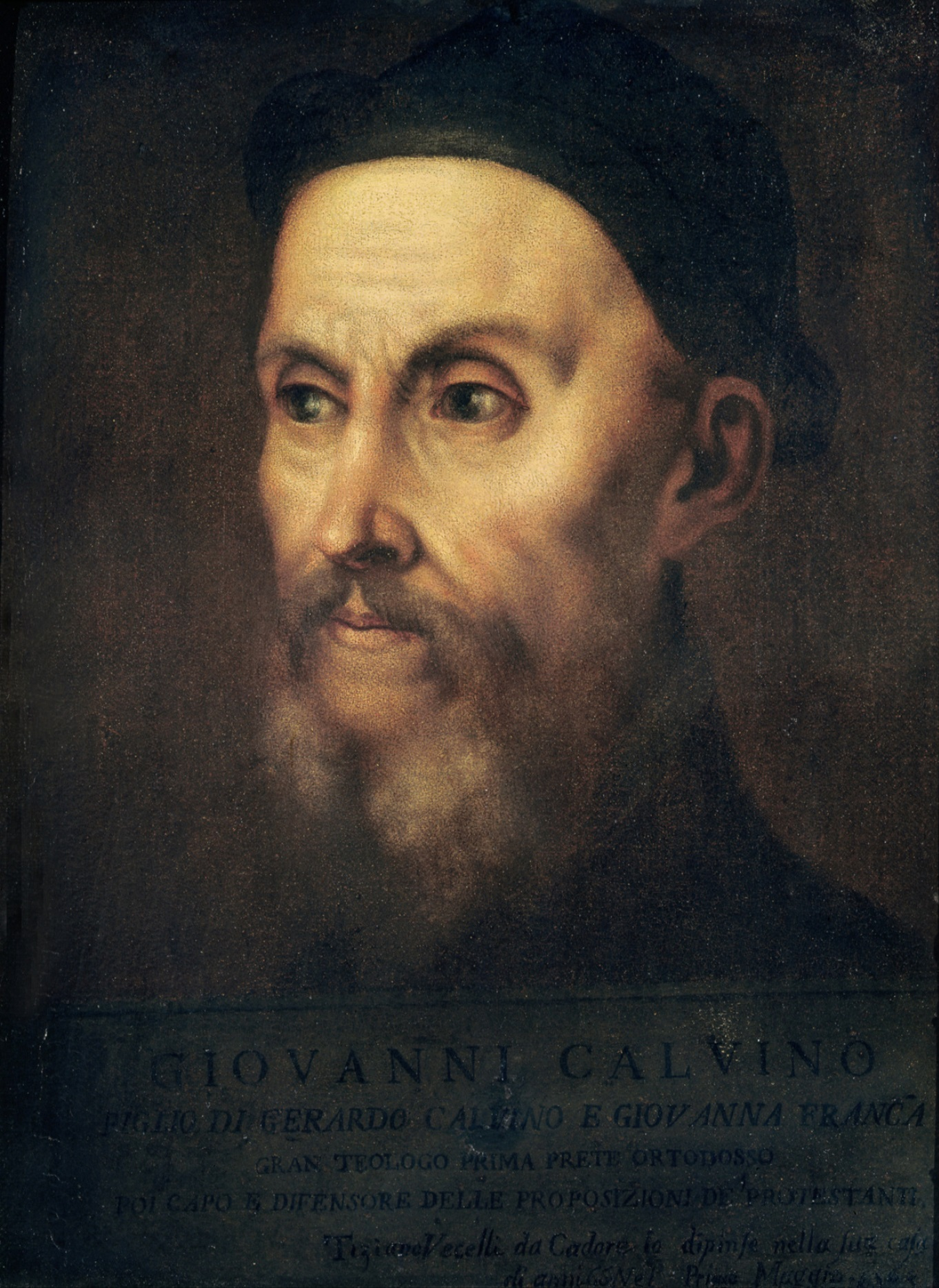
Retrato de Juan Calvino por Tiziano.

Calvino regresó a Ginebra el 13 de septiembre de 1541 para no salir de allí nunca más. Al subir al púlpito por primera vez, abrió su Biblia en el mismo versículo que continuaba en su exposición que quedó suspendida tres años antes. Predicaba varias veces el domingo y, durante algunas semanas, todos los días. Durante este tiempo un hombre llamado Denis Raquenier comenzó a tomar notas de los sermones de Calvino en taquigrafía para su propio provecho; su labor fue tan precisa y completa (casi no dejaba escapar palabra), que gracias a ese esfuerzo contamos hoy con una inmensa cantidad de sus sermones.
En 1551, tuvo una disputa teológica con el médico y teólogo ex-dominico francés Jérôme-Hermès Bolsec. Bolsec se había manifestado como contrario a la idea de predestinación, defendida por Calvino, en una discusión pública con Jean de Saint André. Bolsec no sabía que entre el público se encontraba Calvino en persona, y este se levantó para refutar punto por punto las tesis del médico. Tras la discusión, Bolsec fue arrestado por orden de Calvino, y tras el juicio condenado al exilio, al considerar el tribunal que su punto de vista no se podía calificar como herejía, y que por tanto no merecía un castigo mayor.
En 1553, Miguel Servet publicó su obra Christianismi restitutio. Servet ya había mantenido años antes un intercambio de cartas con Calvino, en las que Servet le instaba a que rechazase el dogma de la Santísima Trinidad. Había leído el libro de Calvino y había realizado anotaciones muy críticas en sus márgenes, devolviendo la copia corregida a Calvino, lo que desagradó mucho al reformador. En una carta dirigida a Farel en 1546, afirmaba que, si Servet ponía los pies en Ginebra, «no saldría vivo». Calvino suspendió ese intercambio epistolar considerando las ideas de Servet como heréticas, y cuando más tarde se publicó Christianismi restitutio, sin el consentimiento de Calvino, se hicieron llegar a la Inquisición francesa, por medio de su ayudante De Trye, algunas de las cartas que le había remitido el español. Ese año fue detenido por la Inquisición de Lyon, interrogado y encarcelado en Vienne; el 7 de abril logró evadirse y partió en dirección a Italia. Durante su camino, hizo escala en Ginebra, donde el 13 de agosto fue reconocido en la iglesia donde predicaba Calvino y fue detenido y juzgado por herejía.
El consejo ginebrino instigó el juicio en contra de Miguel Servet por herejía (por su negación de la Trinidad y por su defensa del bautismo a la edad adulta). Consultados los cantones de Zúrich, Schaffhausen, Berna y Basilea, el acusado fue condenado y sentenciado a morir en la hoguera. Fue quemado junto con sus libros el 27 de octubre de 1553 en la plaza de Champel.
Muchos luteranos que escaparon de Francia, de Escocia y de Inglaterra, huyeron hacia Ginebra, con lo que, en poco tiempo, la población se duplicó, a más de veinte mil personas. Entre los protestantes escoceses se encontraba John Knox, quien llegó a decir de la Iglesia en Ginebra que era la más perfecta escuela de «Cristo que alguna vez haya habido en la tierra desde los días de los apóstoles». Durante su estancia allí, Knox formó parte de un equipo que publicó la llamada Biblia de Ginebra, para el pueblo de habla inglesa. Fue la primera Biblia con notas teológicas al margen, muchas de las cuales no eran más que una extensión del ministerio de predicación de Calvino. Esta vino a ser la versión predominante entre los puritanos ingleses durante los próximos cien años, y fue la Biblia que los peregrinos del Mayflower llevaron a América.

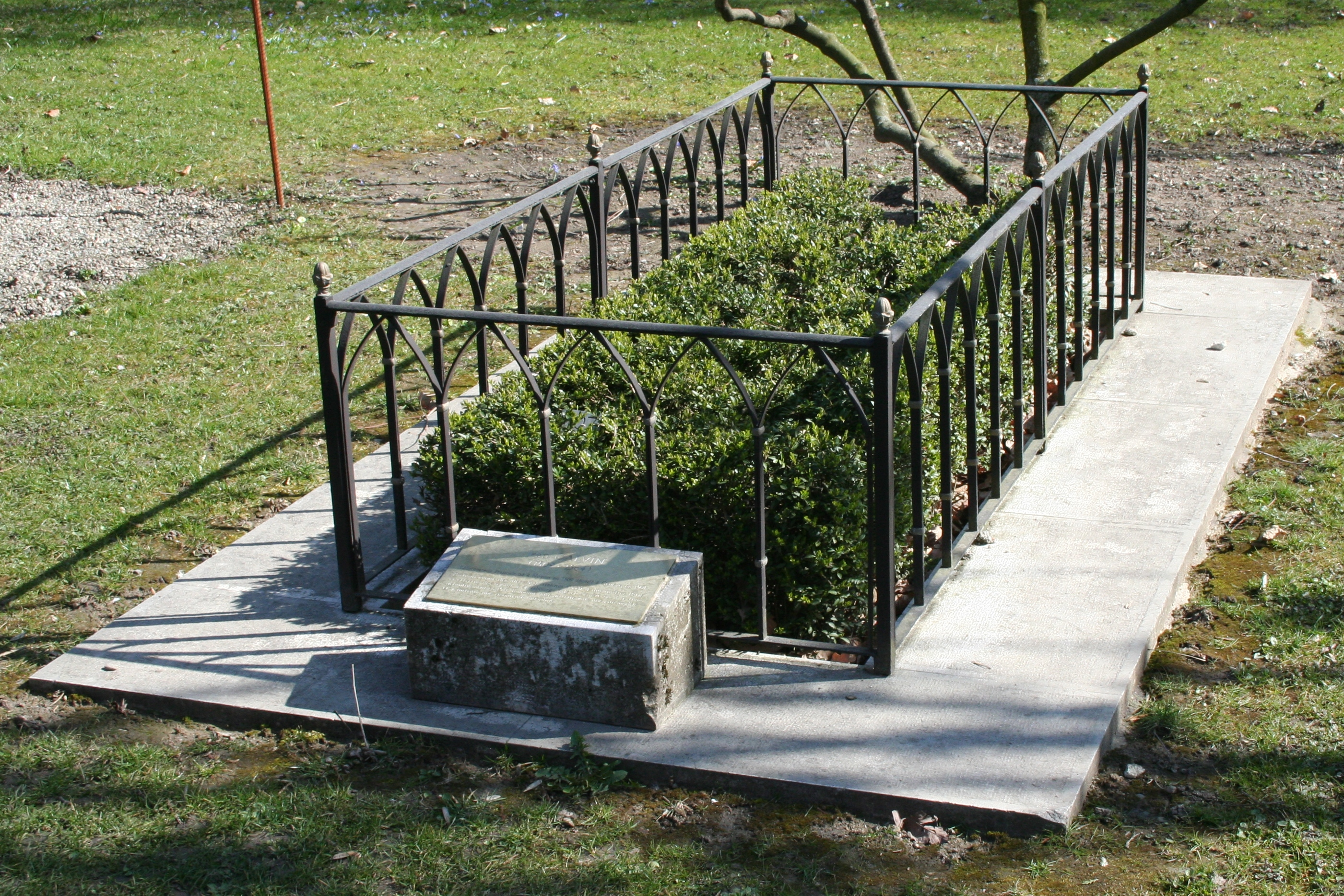
Tumba tradicionalmente considerada la de Calvino en el cementerio de los Reyes de Ginebra. La ubicación exacta de su tumba se desconoce.

Ginebra se convirtió en una escuela de preparación de cuadros. La academia de Ginebra se estableció en 1559 y, para el tiempo en que el sucesor de Calvino, Teodoro de Beza, se retiró, se habían formado allí unos mil seiscientos aspirantes para el ministerio. De igual manera, inspirada por la visión de Calvino, Ginebra se convirtió en un núcleo misionero muy importante. Este esfuerzo produjo resultados, sobre todo en Escocia (con John Knox) y en Francia. En 1555 solo había una iglesia Reformada organizada en Francia. Siete años más tarde eran cerca de dos mil, algunas de ellas de un tamaño considerable. Durante la década de 1560, más de dos millones de franceses pertenecían a tales iglesias (en una población de veinte millones).
No fue este un tiempo de paz para Calvino. Aparte de todas las aflicciones físicas que padecía, Calvino era atacado por los miembros del partido de los libertinos, quienes se vanagloriaban de su vida licenciosa, pero al mismo tiempo pretendían participar de la Eucaristía, algo que Calvino nunca permitió. En cierta ocasión, un miembro de este partido, Philibert Berthelier, fue excomulgado por su promiscuidad sexual y, por lo tanto, se le prohibió participar de la Eucaristía. El Concilio de la ciudad revocó la decisión, de modo que Berthelier se apareció en la iglesia con hombres armados con espada y dispuestos a pelear. Calvino descendió del púlpito, se interpuso entre la turba y la mesa de la Comunión, y les dijo: «Pueden quebrar estas manos, pueden cortar estos brazos, pueden tomar mi vida, mi sangre es vuestra, pueden derramarla; pero nunca me forzarán a dar las cosas santas al profano y deshonrar esta mesa de mi Dios». Los libertinos no tuvieron más remedio que salir de la iglesia.
Calvino falleció a los cincuenta y cuatro años, en mayo de 1564, en brazos de Teodoro de Beza, su sucesor. Su cuerpo fue expuesto al público pero ante la afluencia de visitantes, los reformadores temieron ser acusados de promover la veneración de santos, por lo que fue enterrado al día siguiente en una tumba anónima, en el cementerio de los Reyes de Ginebra. Se desconoce la ubicación de la tumba, pero se colocó una piedra funeraria en el siglo XIX para marcar la ubicación considerada como su lugar de descanso.

## Testamento de Calvino
Ante la proximidad de su muerte, Calvino redactó su testamento: 

Doy testimonio de que vivo y me propongo morir en esta fe que Dios me ha dado por medio de Su Evangelio, y que no dependo de nada más para la salvación que la libre elección que Él ha hecho de mí. De todo corazón abrazo Su misericordia, por medio de la cual todos mis pecados quedan cubiertos, por causa de Cristo, y por causa de Su muerte y padecimientos. Según la medida de la gracia que me ha sido dada, he enseñado esta Palabra pura y sencilla, mediante sermones, acciones y exposiciones de esta Escritura. En todas mis batallas con los enemigos de la verdad no he empleado sofismas, sino que he luchado la buena batalla de manera frontal y directa.

Calvino mantuvo su salario de cien coronas y rehusó aceptar más. Después de vivir cincuenta y cuatro años, solo dejó trescientas coronas a sus herederos, además de su biblioteca, que se vendió a gran precio. Cuando abandonó Estrasburgo para volver a Ginebra, quisieron darle los privilegios de ciudadano libre de su ciudad y el salario de un prebendado, que le había sido asignado. Aceptó lo primero, pero rehusó lo segundo. Llevó consigo a uno de sus hermanos a Ginebra, pero no se esforzó porque se le diera un puesto honorífico. Cuidó de la honra de la familia de su hermano, consiguiéndole la libertad de una mujer adúltera y licencia para que pudiera casarse otra vez. Sus enemigos cuentan que le hizo aprender el oficio de encuadernador de libros, en lo que trabajó luego toda su vida.
Su nombre figura en el Calendario de Santos Luterano, conmemorado el 26 de mayo, y el 28 de mayo por la Iglesia episcopal de EE. UU.

## Teología
Calvino desarrolló su teología en sus comentarios bíblicos, así como en sus sermones y tratados, pero la expresión más completa de sus ideas se encuentra en su obra magna, la Institución de la religión cristiana. Su intención era que el libro sirviera como resumen de sus ideas sobre la teología cristiana y que se leyera en conjunción con sus comentarios.  Las diversas ediciones de dicha obra abarcaron casi toda su carrera como reformador, y las sucesivas revisiones del libro muestran que su teología cambió muy poco desde su juventud hasta su muerte.  La primera edición, de 1536, constaba de tan solo seis capítulos. La segunda edición, publicada en 1539, fue tres veces más extensa porque añadió capítulos sobre temas que aparecen en los Loci Communes de Melanchton. En 1543, añadió material nuevo y amplió un capítulo sobre el Credo de los Apóstoles. La edición final de la Institución apareció en 1559. Para entonces, la obra constaba de cuatro libros de ochenta capítulos, cada uno de los cuales llevaba el nombre de declaraciones del credo: Libro 1 sobre Dios Creador, Libro 2 sobre el Redentor en Cristo, Libro 3 sobre la recepción de la Gracia de Cristo por medio del Espíritu Santo, y Libro 4 sobre la Sociedad de Cristo o la Iglesia.
A menudo se ha considerado a Calvino como poco más que un sistematizador de las ideas más creativas de Lutero. Siguió a Lutero en muchos puntos: el pecado original, las Sagradas Escrituras, la dependencia absoluta del ser humano de la gracia divina y la justificación solo por la fe. Sin embargo, las diferencias de Calvino con Lutero son de gran importancia, aunque algunas se centraron principalmente en cuestiones de énfasis. Así, Calvino estaba quizás más impresionado que Lutero por la trascendencia de Dios y su control sobre el mundo; Calvino enfatizaba el poder y la gloria de Dios, mientras que Lutero a menudo pensaba en Dios como el bebé en el pesebre, «aquí entre los seres humanos». Contrariamente a la impresión general, la comprensión de Calvino sobre la predestinación era prácticamente idéntica a la de Lutero (y de hecho, cercana a la de Santo Tomás de Aquino), y, aunque Calvino puede haberla expresado con mayor énfasis, el tema en sí no fue de importancia central para su teología. Lo consideraba un gran misterio, que debía abordarse con temor y temblor, y solo en el contexto de la fe. Vista de esta manera, la predestinación le parecía una doctrina reconfortante: Significaba que la salvación estaría a cargo de un Dios amoroso y absolutamente confiable.
Con todo, Calvino se apartó de Lutero en aspectos importantes, siendo en algunos casos más radical. Si bien coincidía con Lutero en la presencia real de Cristo en la Eucaristía, la entendía en un sentido completamente espiritual. Sin embargo, la mayoría de sus diferencias sugieren que Calvino era más cercano a la iglesia tradicional que Lutero, como se evidencia en su eclesiología, que reconocía la iglesia institucional en este mundo, a diferencia de Lutero, como la verdadera iglesia. También era más tradicional en su clericalismo; su creencia en la autoridad del clero sobre los laicos no era coherente con el énfasis de Lutero en el sacerdocio de todos los creyentes. Calvino insistió, además, en la necesidad de una vida santa, al menos como señal de una elección genuina. Aún más significativa, especialmente para el calvinismo como fuerza histórica, fue la actitud de Calvino hacia el mundo. Lutero había considerado este mundo y sus instituciones incorregibles y estaba dispuesto a dejarlos en manos del Diablo, una figura mucho más importante en su universo espiritual que en el de Calvino. Para Calvino, en cambio, este mundo había sido creado por Dios y aún le pertenecía. Todavía era potencialmente el reino de Cristo, y cada cristiano estaba obligado a luchar para convertirlo en realidad, sometiéndolo a la ley de Dios.

### Primaria
Institución de la religión cristiana, originalmente publicada en latín en 1536, traducida por Calvino al francés en 1541 y por Cipriano de Valera al español en 1597
- Comentario a la Epístola a los romanos
- Comentario a la Epístola a los hebreos
- Comentario a las epístolas pastorales de san Pablo
- Sermones sobre Job
- Sermones sobre la obra salvadora de Cristo
- Breve instrucción
- El libro de oro de la verdadera vida cristiana.

### Secundaria
- Gomis, Joan. Calvino, una vida por la Reforma
- Zweig, Stefan. Castellio contra Calvino
- Kuyper, Abraham. Exposiciones sobre el calvinismo
- Van Halsema, Thelma B. Así fue Calvino
- Cottret, Bernard. Calvino la fuerza y la fragilidad autor
- Stepanek, Sally (1987). John Calvin (en inglés). Chelsea House Publishers. ISBN 0-87754-515-4.